# Salih Özcan
Salih Özcan (født 11. januar 1998) er en tysk-tyrkisk professionel fodboldspiller, som spiller for Bundesliga-klubben VfL Wolfsburg, hvor han er lånt til fra Borussia Dortmund, og Tyrkiets landshold.

## Klubkarriere

### 1. FC Köln
Özcan kom igennem ungdomsakademiet hos 1. FC Köln, og gjorde sin debut for førsteholdet i september 2016. Han imponerede med det samme, og blev i 2017 kåret som den bedste U/19-spiller i Tyskland.
Özcan blev i 2019 sæsonen udlejet til 2. Bundesliga-klubben Holstein Kiel.
Özcan havde sit store gennembrud på Kölns førstehold efter lejeaftalen, hvor han etablerede sig som en fast mand. Han blev i 2021-22 sæsonen inkluderet på kickers sæsonens hold i Bundesligaen.

### Borussia Dortmund
Özcan skiftede i maj 2022 til Borussia Dortmund på en fast aftale.

#### Leje til Wolfsburg
Özcan blev i august 2024 udlejet til VfL Wolfsburg for 2024-25 sæsonen.

## Landsholdskarriere

### Tyskland
Özcan har repræsenteret Tyskland på samtlige ungdomsniveauer. Han var del af Tysklands U/21-trup som vandt U/21-europamesterskabet i 2021.

### Tyrkiet
Özcan annoncerede i marts 2022, at han ville skifte fra Tyskland, og i stedet repræsentere sine forældres hjemland, Tyrkiet. Han debuterede for Tyrkiets landshold den 29. marts 2022.

## Privat
Özcan er født i Köln til forældre fra Tyrkiet.

## Titler
1. FC Köln
- 2. Bundesliga: 1 (2018-19)

Tyskland U/21
- U/21-Europamesterskabet: 1 (2021)

Individuelle
- kicker Bundesliga Sæsonens hold: 1 (2021-22)